# Ovindoli
Ovindoli – miejscowość i gmina we Włoszech, w regionie Abruzja, w prowincji L’Aquila.
Według danych na rok 2004 gminę zamieszkiwało 1200 osób, 20,7 os./km².